# تاريخ المشروبات الكحولية

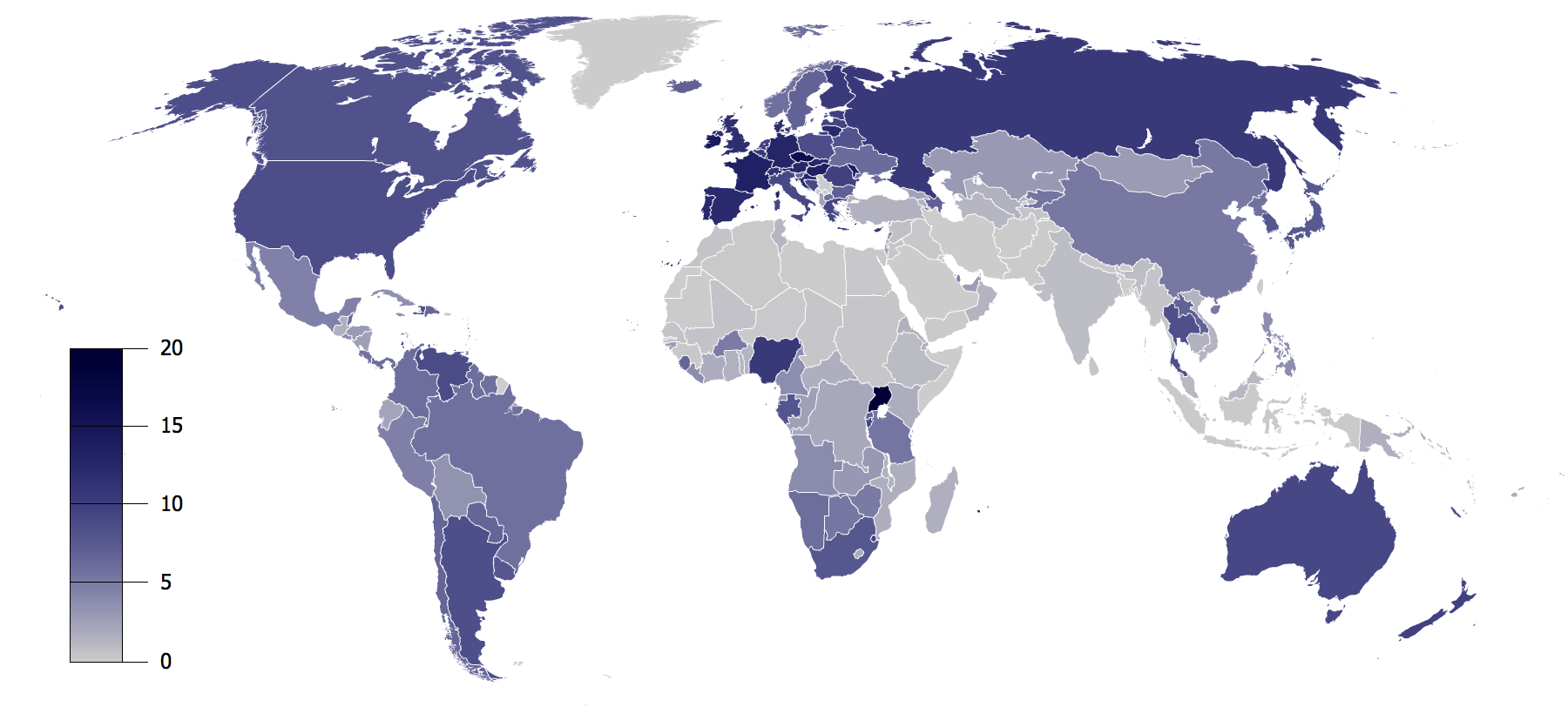

بلغت نسبة الكحول لاستهلاك الفرد بشكل كامل  (15+) لتر،  بينما يحتوي كل لتر على نسبة (1) من الكحول الخالص
الإنتاج الهادف للمشروبات الكحولية شائع وفي الغالب ينعكس على خصائص ثقافية ودينية ترطبت بشكل كبير بالظروف الجغرافية والاجتماعية. يشير اكتشاف أباريق العصر الحجري الحديث إلى أن وجود المشروبات المخمرة بدء منذ فترة العصر الحجري القديم c. 10000 BC).

## تسجيل  أثري
كشفت تحاليل كميائية  لبرطمانات من  قرية العصر الحجري الحديث يون جي هو في هينان شمال الصين عن الأثر الناتج عن أخذ المشروبات الكحولية التي قد تم امتصاصها وحفظها. وطبقا للدراسات التي قد نشرت في تقارير الأكادمية القومية  للعلوم، أكدت تحاليل كميائية للبقاياة أن المشروب المخمر المصنوع من العنب والشوك والعسل والتوت والأرز قد تم انتاجه في 7000–6650 قبل الميلاد. هذه التحاليل قد نشرت في ديسمبر عام 2004. بالتقريب هذا هو الوقت الذي قد تم فيه بدء صنع بيرة الشعير وخمر العنب في الشرق الأوسط.